# Lordhowesångsmyg
Lordhowesångsmyg (Gerygone insularis) är en utdöd fågel i familjen taggnäbbar inom ordningen tättingar. Fågeln förekom tidigare på Lord Howeön men rapporterades senast 1928. IUCN kategoriserar arten som utdöd. Vissa behandlar den som underart till grå sångsmyg (G. igata).